# Липатов, Тимофей Иванович
Тимофе́й Ива́нович Липа́тов (1888—1959), капитан 2 ранга, Герой Социалистического Труда (1957).

## Биография

Могила Липатова на Богословском кладбище Санкт-Петербурга.

Тимофей Липатов родился 3 марта 1888 года в селе Оторма (ныне — Земетчинский район Пензенской области). В 1910 году он был призван на службу в царский флот, направлен матросом на крейсер «Аврора». После Февральской революции вступил в партию большевиков и стал членом Судового комитета. Участник Октябрьской революции, был одним из тех, кто сумел склонить экипаж крейсера на сторону большевиков, лично держал связь «Авроры» со Смольным.
С 1919 года Липатов был комендантом реки Свирь, проводил национализацию пароходов, налаживал снабжение Петрограда продовольствием и топливом. Позднее он стал комиссаром продотряда.
В послевоенное время работал в промышленности. После окончания Промышленной академии он работал директором Ленинградской мебельной фабрики. В годы Великой Отечественной войны находился в Ленинграде, пережил всю блокаду, будучи начальником специального отдела ремесленного училища, который занимался изготовлением снарядов для фронта.
С 1951 года Липатов вновь служил во флоте, став помощником командира крейсера «Аврора». Внёс большой вклад в создание на крейсере мемориального музея.
Указом Президиума Верховного Совета СССР от 21 июня 1957 года Тимофей Липатов был удостоен высокого звания Героя Социалистического Труда с вручением ордена Ленина и медали «Серп и Молот».
Умер 1 мая 1959 года, похоронен на Богословском кладбище Санкт-Петербурга.